# استپان روستومیان
استپان روستومیان (ارمنی: Ստեփան Ռոստոմյան؛ زادهٔ ۴ آوریل ۱۹۵۶) موسیقی‌دان اهل ارمنستان است.

## زندگی‌نامه
وی در ۴ آوریل ۱۹۵۶ در کیروواکان به دنیا آمد و از کالج دولتی موسیقی رومانوس ملیکیان و کنسرواتوار دولتی کومیتاس ایروان (۱۹۸۰) فارغ‌التحصیل شد. وی همچنین برندهٔ جوایزی چهره هنری شایسته جمهوری ارمنستان، مدال آلبرت شوایتزر (۲۰۰۵)، مدال طلای وزارت فرهنگ ارمنستان (۲۰۰۵) و مدال پتر یکم (۲۰۰۶) همچون شده است.